# Tyndaris (escarabajo)
Tyndaris es un género de escarabajos de la familia Buprestidae.

## Especies
- Tyndaris marginella Fairmaire & Germain, 1858
- Tyndaris patagiata (Berg, 1885)
- Tyndaris planata (Laporte & Gory, 1835)